# 千代栄栄太
千代栄 栄太（ちよさかえ えいた、1990年7月12日 - ）は、京都府福知山市出身（出生地は兵庫県丹波市春日町）で、九重部屋所属の現役大相撲力士。本名は岸 栄太（きし えいた）。身長180.0cm、体重159.5kg。最高位は西十両8枚目（2023年9月場所）。

## 来歴
兵庫県氷上郡春日町（現・丹波市）生まれ。そのため、丹波市の地元紙では春日町出身として扱われる場合がある。3歳から柔道を始め、小学校4年次までは春日町内の柔道教室に通ったが、小学校5年次からは京都府福知山市の柔道教室に移った。三田市立藍中学校に進学すると1年次に兵庫県大会で優勝の実績を残している。2年生から福知山市立日新中学校へ転校して柔道の京都府大会で優勝、柔道推薦で進学した京都共栄学園高校3年次には全国高等学校柔道大会京都府予選で2位入賞の実績を残した。
高校卒業後は、京都共栄学園高校の当時の柔道部監督から大相撲への入門を勧められたことや、自身が千代大海のファンだったこと、高校総体直後に13代九重（元横綱・千代の富士）と面談したことなどから大相撲の九重部屋へ入門することを決意し、高校卒業を待たずに2009年1月場所で初土俵を踏んだ。京都府からは歴史的にも新弟子自体が少ないため、本人も「普通じゃない人生を送りたい」とやる気になったという。2010年の夏場所から、本名と出身校の京都共栄学園高校の「栄」を入れた千代栄に改名した。入門まで相撲経験は無かったが、押し相撲を磨いて入門から3年半後の2012年7月場所で幕下に昇進した。しかし京都府からは貴重な新弟子で後援会からの扱いも手厚かったことから、それが却ってハングリー精神の欠如に繋がった。その後幕下で通算57場所を過ごし、「上位に来て1桁台になったら1勝6敗。最高位を更新したら1勝6敗」と何度も壁にはね返され「ヤバイな、もう年も年だし、そろそろなのかな」と心が折れそうになった時もあったが「でも相撲しかないよな」と思いとどまり、2021年9月場所から3場所続けて5勝2敗と勝ち越した後、かねてから大きく負け越していた1桁台の西幕下6枚目でも5勝2敗と勝ち越し、初めて幕下5枚目以内の番付に入った2022年5月場所でも東幕下3枚目で4勝2敗と勝ち越した後、"入れ替え戦"の意味合いが強かった千秋楽の7番相撲で初めて大銀杏を結って十両の土俵に上がり、貴健斗と対戦。押し込まれたが土俵際で逆転の左突き落としで勝利し5勝2敗とし、場所後の番付編成会議で翌7月場所での新十両昇進が決定した。福知山市からの関取は史上初。31歳11か月での新十両昇進は戦後4番目の高齢記録であり、十両昇進が決定した際には「年を取ってもやれるというのを見せられた」と語っている。京都府出身力士の新十両昇進は大碇（1997年5月場所）以来25年ぶりとなった。7月場所では3日目の欧勝馬戦で引き落としにより初日を出した。7月場所は9勝6敗、9月場所は8勝7敗と、新十両から2場所連続で勝ち越したが、11月場所で7勝8敗と初の負け越しを喫すると、2023年1月場所は東十両11枚目の地位で5勝10敗の負け越しとなり、翌3月場所で幕下に陥落した。その3月場所は西幕下2枚目の地位で土俵に上がり、11日目の6番相撲終了時点で5勝1敗と再十両がこの時点で濃厚視されるに至った。千秋楽の7番相撲では紫雷に敗れ5勝2敗に終わったものの、3月29日、3月場所後の番付編成会議にて5月場所の十両復帰が決定した。5月場所は13日目、7月場所は14日目に勝ち越したもののいずれも8勝7敗、西十両8枚目で迎えた9月場所は10日目に負け越し最終成績4勝11敗、幕下再降格もあり得る成績だったものの、場所後の番付編成会議で幕下からの昇格が3人のみとなり、千代栄より番付が下で同じ4勝に留まった力士が2名、番付は上ながら全休だった若隆景がいたため十両残留となった。11月場所は東十両14枚目で7勝8敗の成績となり、十両残留が微妙な状況だったが、12月25日の2024年1月場所番付発表によって正式に十両残留が決定。番付据置で迎えた2024年1月場所は6勝9敗の成績となり、通常なら完全に幕下陥落が確実な状況だったが、みたび番付運に恵まれ、半枚降下に留まった。西十両14枚目と半枚下が幕下の状況で3月場所を迎え、この場所は8勝7敗の勝ち越し。5月場所は東十両9枚目で6勝9敗であったが、ここでも番付運に恵まれ、7月場所は半枚降下の西十両9枚目に留まったものの、3日目から3連敗、中日から4連敗で11日目に負け越し、千秋楽に幕下荒篤山との取組に突き落としで勝利し5勝10敗で終える。9月場所は西十両13枚目で初日から3連敗の後、「右大腿二頭筋部分断裂、左上腕三頭筋断裂で約2週間の安静加療を要する見込み」との診断書を提出し4日目から休場、途中出場がなければ幕下陥落確実と報じられる。

## 取り口
押しと突き落としがよく決まるが引き癖が弱点で、また前に落ちやすくもある。

## 人物
- 協会公式プロフィールによると、得意手は押し。趣味はゲーム、好物はラーメン、好きな漫画は鬼滅の刃[16]。
- 十両昇進を機に福知山市後援会から福知山城の描かれた化粧廻しを贈呈された[8]。

## 主な成績
2025年7月場所終了現在

### 通算成績
- 通算成績：383勝365敗35休（98場所）

### 場所別成績
| | 一月場所 初場所（東京） | 三月場所 春場所（大阪） | 五月場所 夏場所（東京） | 七月場所 名古屋場所（愛知） | 九月場所 秋場所（東京） | 十一月場所 九州場所（福岡） |
| --- | ----------------------- | ----------------------- | ----------------------- | --------------------------- | ----------------------- | --------------------------- |
| 2009年 （平成21年） | （前相撲）              | 東序ノ口27枚目 4–3      | 西序二段105枚目 3–3–1   | 東序二段117枚目 4–3         | 西序二段83枚目 4–3      | 西序二段52枚目 4–3          |
| 2010年 （平成22年） | 東序二段28枚目 4–3      | 東序二段16枚目 4–3      | 西三段目87枚目 3–3–1    | 西序二段6枚目 5–2           | 東三段目71枚目 3–4      | 東三段目90枚目 3–4          |
| 2011年 （平成23年） | 西序二段10枚目 4–3      | 八百長問題 により中止   | 東三段目90枚目 5–2      | 東三段目43枚目 3–4          | 西三段目52枚目 5–2      | 西三段目26枚目 3–4          |
| 2012年 （平成24年） | 東三段目41枚目 4–3      | 西三段目26枚目 4–3      | 西三段目15枚目 5–2      | 東幕下53枚目 3–3–1          | 東三段目8枚目 5–2       | 西幕下46枚目 4–3            |
| 2013年 （平成25年） | 西幕下37枚目 2–5        | 西幕下56枚目 4–3        | 西幕下46枚目 5–2        | 東幕下32枚目 3–4            | 東幕下42枚目 4–3        | 東幕下32枚目 4–3            |
| 2014年 （平成26年） | 西幕下24枚目 4–3        | 東幕下18枚目 3–4        | 東幕下26枚目 2–5        | 西幕下41枚目 4–3            | 西幕下34枚目 4–3        | 西幕下27枚目 6–1            |
| 2015年 （平成27年） | 東幕下11枚目 1–6        | 東幕下32枚目 2–5        | 西幕下50枚目 2–5        | 東三段目14枚目 5–2          | 西幕下51枚目 5–2        | 西幕下30枚目 3–4            |
| 2016年 （平成28年） | 西幕下38枚目 4–3        | 西幕下31枚目 4–3        | 西幕下23枚目 4–3        | 東幕下19枚目 1–6            | 東幕下44枚目 3–4        | 西幕下54枚目 5–2            |
| 2017年 （平成29年） | 西幕下36枚目 4–3        | 西幕下31枚目 4–3        | 東幕下26枚目 4–3        | 西幕下21枚目 6–1            | 西幕下7枚目 1–6         | 東幕下24枚目 4–3            |
| 2018年 （平成30年） | 東幕下18枚目 2–5        | 西幕下34枚目 3–4        | 東幕下43枚目 3–4        | 東幕下50枚目 4–3            | 東幕下41枚目 5–2        | 西幕下29枚目 4–3            |
| 2019年 （平成31年 /令和元年） | 東幕下24枚目 4–3        | 西幕下15枚目 4–3        | 西幕下11枚目 4–3        | 西幕下9枚目 1–6             | 西幕下23枚目 4–3        | 東幕下19枚目 3–4            |
| 2020年 （令和2年） | 西幕下25枚目 5–2        | 西幕下14枚目 5–2        | 感染症拡大 により中止   | 東幕下28枚目 4–3            | 西幕下19枚目 3–4        | 東幕下27枚目 5–2            |
| 2021年 （令和3年） | 西幕下16枚目 休場 0–0–7 | 西幕下16枚目 6–1        | 東幕下6枚目 1–6         | 東幕下26枚目 2–5            | 東幕下41枚目 5–2        | 東幕下23枚目 5–2            |
| 2022年 （令和4年） | 西幕下13枚目 5–2        | 西幕下6枚目 5–2         | 東幕下3枚目 5–2         | 東十両14枚目 9–6            | 東十両11枚目 8–7        | 東十両10枚目 7–8            |
| 2023年 （令和5年） | 東十両11枚目 5–10       | 西幕下2枚目 5–2         | 西十両12枚目 8–7        | 東十両10枚目 8–7            | 西十両8枚目 4–11        | 東十両14枚目 7–8            |
| 2024年 （令和6年） | 東十両14枚目 6–9        | 西十両14枚目 8–7        | 東十両9枚目 6–9         | 西十両9枚目 5–10            | 西十両13枚目 0–4–11     | 西幕下9枚目 休場 0–0–7      |
| 2025年 （令和7年） | 西幕下49枚目 休場 0–0–7 | 西三段目29枚目 4–3      | 東三段目17枚目 4–3      | 東三段目5枚目 2–5           | x                       | x                           |
| 各欄の数字は、「勝ち-負け-休場」を示す。 優勝 引退 休場 十両 幕下 三賞：敢=敢闘賞、殊=殊勲賞、技=技能賞 その他：★=金星 番付階級：幕内 - 十両 - 幕下 - 三段目 - 序二段 - 序ノ口 幕内序列：横綱 - 大関 - 関脇 - 小結 - 前頭（「#数字」は各位内の序列） |                         |                         |                         |                             |                         |                             |

1. ↑  2019新型コロナウイルスに感染もしくは感染者と濃厚接触した可能性があるため初日から休場
2. ↑  右大腿二頭筋部分断裂および左上腕三頭筋断裂のため4日目から休場。

## 改名歴
- 岸 栄太（きし えいた）2009年1月場所 - 2010年3月場所
- 千代栄 栄太（ちよさかえ えいた）2010年5月場所 -